# Tripterotyphis
Tripterotyphis là một chi ốc biển, là động vật thân mềm chân bụng sống ở biển trong họ Muricidae, họ ốc gai.

## Các loài
Các loài thuộc chi Tripterotyphis bao gồm:
- Tripterotyphis arcana (DuShane, 1969)[2]
- Tripterotyphis fayae (Keen & Campbell,1964)[3]
- Tripterotyphis lowei (Pilsbry, 1931)[4]
- Tripterotyphis robustus (Verco, 1895)[5]
- Tripterotyphis triangularis (A. Adams, 1856)[6]